# Аскания Нова
 Тази статия е за селището.  За биосферния резерват вижте Аскания Нова (резерват).  
Аскания Нова (на украински: Асканія-Нова) е селище от градски тип в Южна Украйна, Чаплински район на Херсонска област. Основано е през 1822 година. Населението му е около 3475 души.
В селището се намират аклиматизирана зоологическа градина, ботаническа градина и украинския научно изследователен институт за степни рогати животни (укр.: Рогата худоба).
През 1828 г. генерал Фердинанд Фридрих, херцог на Анхалт-Кьотен от рода на Асканите, купува от Николай I на безценица (по 8 копейки за 1 ха) земя и основава чифлик с името Аскания Нова като колония на херцогството Анхалт-Кьотен за отглеждане на овце. През 1835 г. съседното селище Чапли е прекръстено с името Аскания Нова.
На 23 април 1914 г. чифликът е посетен от царя на Русия. Тогава имението имало половин милион овце. През 1938 г. става селище от градски тип. От 1956 г. принадлежи на Националната академия на науките на Украйна (НАНУ) с името „Украински научен Иванов-институт“. Резерватът Аскания Нова e записан от 1984 г. в интернационалната система на запазените природни местности на ЮНЕСКО.
Следващата железопътна спирка се намира на 76 км в Novoolexijiwka.